# Studzienka za Wysoką
Studzienka za Wysoką – jaskinia w Dolinie Będkowskiej na Wyżynie Krakowsko-Częstochowskiej. Znajduje się w obrębie wsi Będkowice w województwie małopolskim, w powiecie krakowskim, w gminie Wielka Wieś.

## Opis obiektu
Obiekt znajduje się w skałach przez wspinaczy skalnych zaliczanych do Grupy Wysokiej, położonych w górnej części orograficznie lewych zboczy Doliny Będkowskiej. Poziomy otwór studzienki znajduje się u południowo-zachodnich podnóży niewielkiej skały położonej w połowie odległości pomiędzy Lajkonikiem a Wysoką. Zaraz powyżej otworu znajduje się rozmyta szczelina górą przechodząca w wąskie pęknięcie. Studzienka ma głębokość 1,8 m. Na jej dnie jest rozszerzenie od którego wychodzi wypełniona osadami szczelina. Podczas badania jaskini osady te częściowo usunięto.
Jaskinia powstała w późnojurajskich wapieniach skalistych. Jest widna do dna studzienki. Na jej ścianach są grzybki naciekowe, a na spągu znajduje się skalny gruz, ziemia i liście. Na ścianach rozwijają się glony, mchy i paprocie zanokcica skalna i zanokcica murowa.
Obiekt opisał Jakub Nowak w 2912 r. Podał on, że studzienka była już wcześniej przez nieznanych grotołazów badana. Świadczy o tym gruz przed jej otworem i spit nad nim o czym świadczy gruz przed otworem i spit nad nim. Prawdopodobnie wcześniej stanowiła ona jeden obiekt wraz z pobliską Szczeliną za Wysoką.

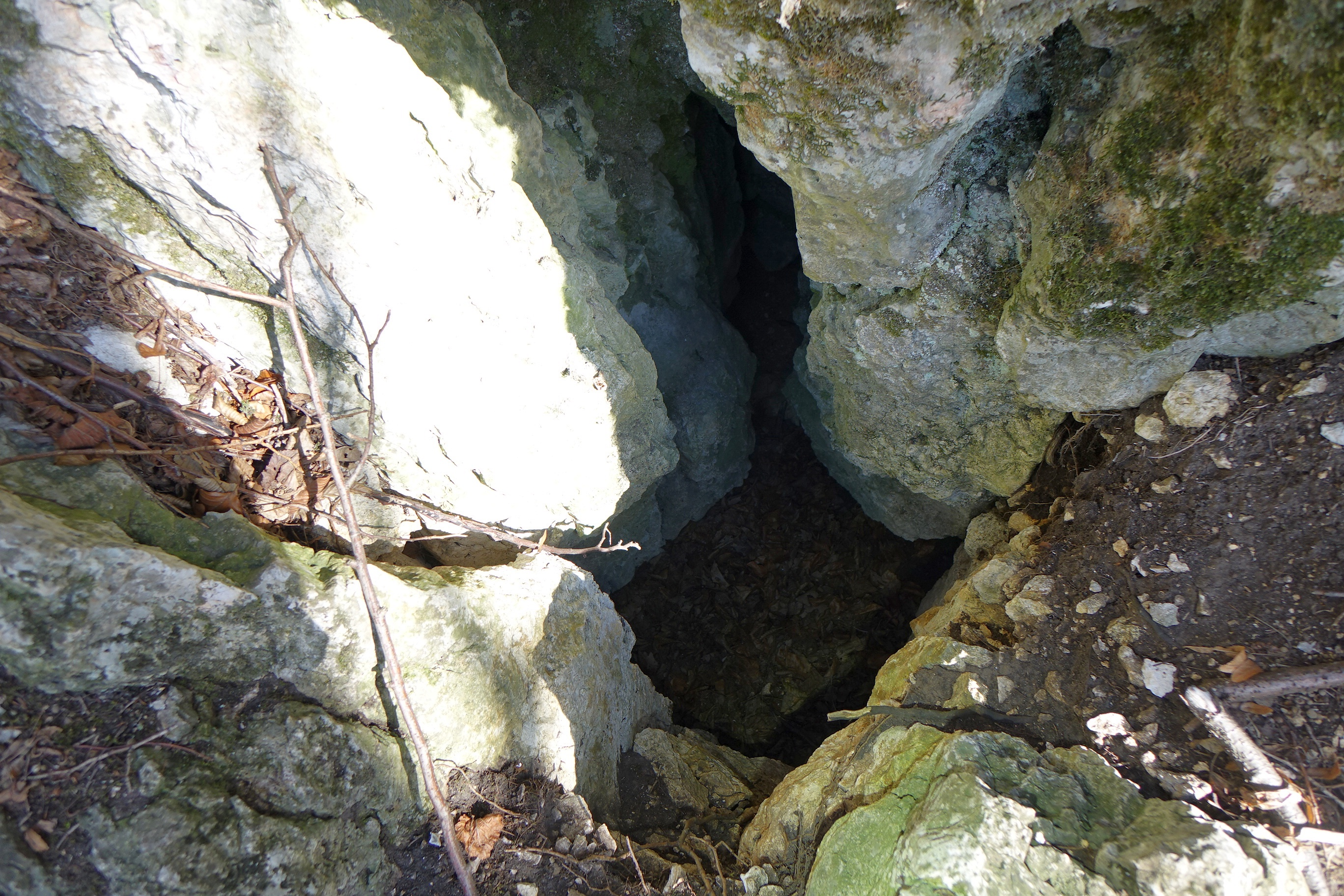
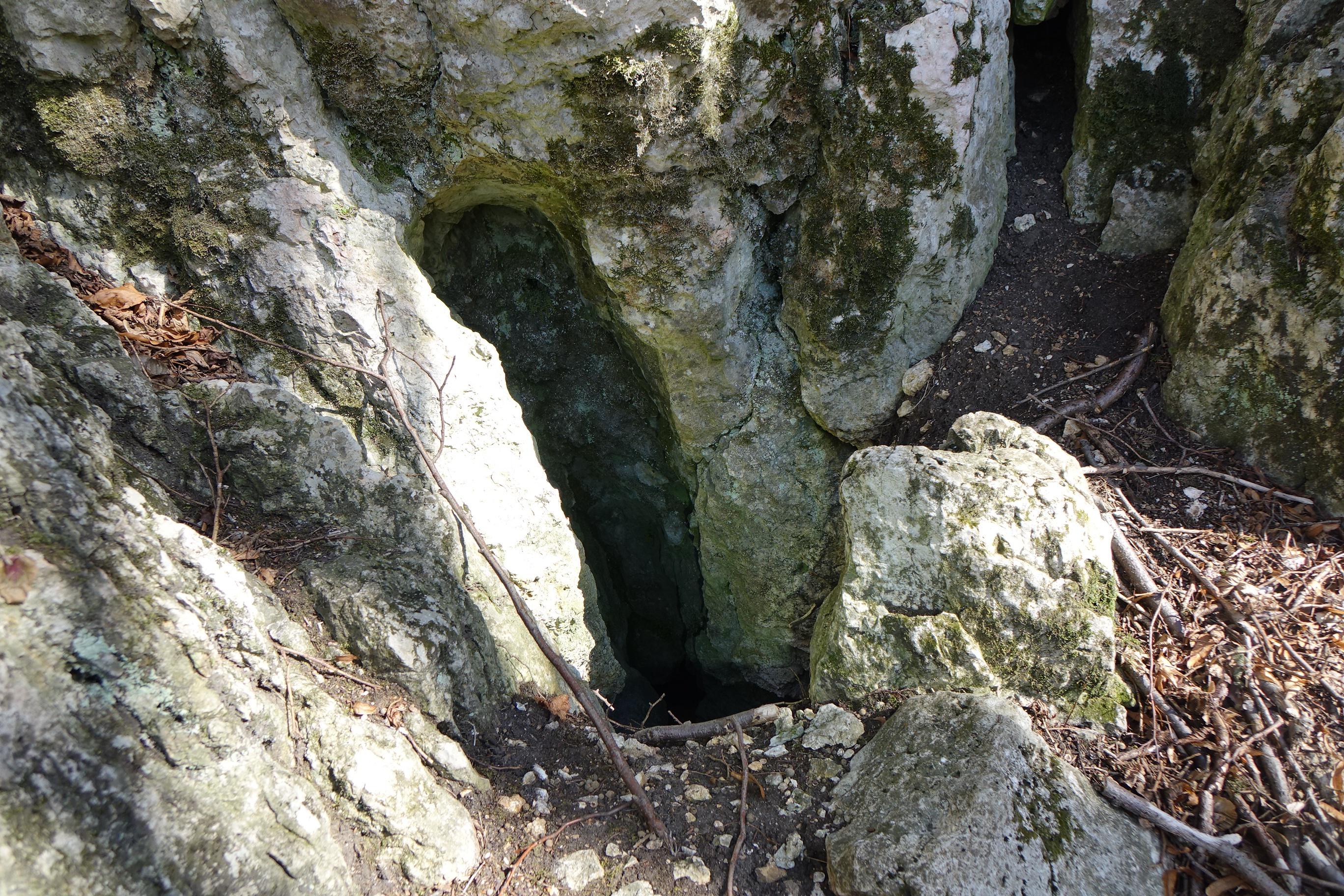